# 亚历克丝·克拉克
亚历克丝·克拉克（英語：Alex Clarke，1977年9月30日—），澳大利亚女子篮网球运动员。她曾代表澳大利亚国家队参加2002年英联邦运动会篮网球比赛，获得一枚金牌。